# Dan Donegan
Dan Donegan (n. pe 1 august 1968 în Oak Lawn, Illinois) este un muzician american, chitarist al formației heavy metal Disturbed. Donegan a început să cânte la chitară încă din adolescență și a fondat o formație numită Vandal, care era o trupă de stil glam metal din anii '80. Donegan a fost inclus pe poziția 76 în "Top 100 Most Complete Guitar Players of All Time" publicat de "Chop Shop's". În prezent Donegan este implicat într-un proiect lateral, Fight or Flight în colaborare cu alt membru Disturbed, Mike Wengren.

## Discografie

### Vandal
- Better Days

### Brawl
- Demo Tape (1994)

### Disturbed
- The Sickness (2000)
- Believe (2002)
- Ten Thousand Fists (2005)
- Indestructible (2008)
- Asylum (2010)
- The Lost Children (2011)

### Fight or Flight
- A Life By Design? (2013)